# رضا حاجی‌پور
رضا حاجی‌پور (زاده ۶ مهر ۱۳۴۷، آمل) نمایندهٔ دورهٔ یازدهم و دوازدهم مجلس شورای اسلامی از حوزه انتخابیه آمل است.

## سوابق اجرایی
- بخشدار رودهن
- بخشدار آبعلی
- رئیس دبیرخانه شورای برنامه‌ریزی استانداری تهران
- مدیر روابط عمومی اداره کل بازنشستگی سازمان صدا و سیما
- رئیس تعاونی مسکن کارکنان سازمان صدا و سیما
- مشاور معاون برنامه‌ریزی و نظارت راهبردی استانداری تهران
- رئیس شورای آموزش و پرورش رودهن و آبعلی
- شهردار ناحیه ۳ منطقه ۲۲ تهران[۴][۵]